# 奇跡を望むなら...
「奇跡を望むなら...」（きせきをのぞむなら）は、JUJUの3枚目のシングル。2006年11月22日発売。発売元はソニー・ミュージックアソシエイテッドレコーズ。

## 概要
- 前作から約2年ぶりのシングル。JUJU初のバラードソング。
- 2009年1月27日に日本テレビ系『誰も知らない泣ける歌』で「奇跡を望むなら...」のビデオクリップが放送されてからすぐに、主要配信サイトにて全てTOP10入りを果たした[3]。

## 楽曲解説
1stシングル「光の中へ」、2ndシングル「CRAVIN'」が売れず、「最後の勝負曲」としてリリースされた。当初は、22ndシングル「ありがとう」を発表する予定であったが、諸事情により発表が見送られることになったため、代替としてリリースされた。

## ミュージックビデオ
「JUJU『奇跡を望むなら...』」
ストーリー仕立てのビデオクリップ（ノベルクリップ）が製作された。
朋美には、大学の時から交際してきた雄一という彼氏がいた。二人は平凡ながら幸せな交際を続けてきた。しかし・・・、突然の病が朋美を襲う。医者は、不治の病に冒された朋美の余命を、残り3ヶ月と宣告。二人の間を、時だけが残酷に過ぎ去っていく。奇跡は起こるのか。—Sony Music Associated Records Inc.
- 出演：芦名星、福士誠治
- 監督：三國喜昭
- プランナー：志伯健太郎

## 収録曲
1. 奇跡を望むなら... (6:15)
作詞・作曲・編曲：E-3
テレビ東京系ドラマ24『クピドの悪戯 虹玉』エンディングテーマ
SUBARU「LEGACY OUTBACK」CMソング
テレビ東京系『JAPAN COUNTDOWN』2月度オープニングテーマ
テレビ東京系『美しくやせたい女たちの驚異の記録〜その後〜』エンディングテーマ
テレビ東京系『たけしの誰でもピカソ』エンディングテーマ
dwango着うたCMソング
2. Broken Affair (4:13)
作詞：JUJU、E-3、DJ HIROnyc/作曲：JUJU、E-3/編曲：DJ HIROnyc
3. 奇跡を望むなら... -English version- (6:08)
作詞・作曲・編曲：E-3/訳詩：JUJU、TABATHA M

## 収録アルバム
奇跡を望むなら...
- 『Open Your Heart 〜素顔のままで〜』
- 『Wonderful Life』
- 『BEST STORY 〜Life stories〜』

## カバー
| 発売日           | タイトル                                                                                  | 規格品番                            |
| ---------------- | ----------------------------------------------------------------------------------------- | ----------------------------------- |
| 2007年12月12日   | シングル『Wish for snow/奇跡を望むなら...Xmas story』(奇跡を望むなら...Xmas story)        | AICL-1885 AICL-1887                 |
| 2009年07月04日   | LOVEISLE『LOVEISLE』                                                                      | DQCL-1250                           |
| 2009年11月04日   | 『.LOVE more』                                                                            | AQCD-50484                          |
| 2009年11月11日   | Be In Voices『Ms. シンデレラ』                                                            | WKCL-3045                           |
| 2010年02月17日   | DJ和『J-ポッパー伝説涙 [DJ和 in No.1 J-POP MIX]』                                         | AICL-2061                           |
| 2010年04月28日   | 『HOLIDAY tunes ～おうちモード』                                                          | MHCL-1756                           |
| 2010年11月10日   | θシータ『BOSSA NOVA PARLOR -sweet jazz taste-』(Xmas story)                               | UFSN-1002                           |
| 2010年12月22日   | DVD『JUJU 10.10.10 Special Live Request』                                                 | AIBL-9199                           |
| 2011年07月27日   | 『情熱大陸 LIVE BEST』(JUJU with 葉加瀬太郎)                                              | BVCL-231                            |
| 2011年12月21日   | DVD『2011.10.10 SPECIAL LIVE AT BLUE NOTE TOKYO』                                         | AIBL-9233 AIBL-9235 AIXL-12 AIXL-14 |
| 2012年01月11日   | YURI『LoveRespectHarmony』                                                                | CRCP-40309                          |
| 2012年01月25日   | 『Lovers Time ～J-Covers～』(REON)                                                        | TKCA-73721                          |
| 2012年08月01日   | ライブアルバム/DVD/BD『MTV UNPLUGGED JUJU』                                               | AICL-2414 AIBL-9238 AIXL-16         |
| 2012年11月07日   | ベストアルバム『BEST STORY ～Life stories～』                                             | AICL-2463 AICL-2465                 |
| 2012年11月21日   | 『カバーズ・コレクション』(-English version-)                                             | UICZ-8105                           |
| 2012年12月26日   | アルマカミニイト『ALMA COVERS I』(English version)                                        | HKCN-50270                          |
| 2013年02月06日   | DVD/BD『ジュジュ苑全国ツアー2012 at 日本武道館』                                          | AIBL-9258 AIXL-19                   |
| 2013年04月10日   | 『100万人の涙MIX』(English version)                                                       | GGG-11                              |
| 2013年04月17日年 | 『7COLORS -ALL ENGLISH COVER SONGS-』                                                     | GGG-002                             |
| 2013年06月05日   | クリス・ハート『Heart Song』                                                              | UMCK-1448                           |
| 2013年06月12日   | 『J-POP ENGLISH COVER MIX』                                                               | STLE-004                            |
| 2013年09月25日   | DVD/BD『JUJU BEST STORY ARENA TOUR 2013』                                                 | AIBL-9276 AIXL-42                   |
| 2013年11月13日   | 『7COLORS CHRISTMAS -ALL ENGLISH COVER SONGS-』                                           | STLE-017                            |
| 2013年12月11日   | ライブアルバム『GIFT』(Orchestra ver.)                                                    | AICL-2619                           |
| 2013年12月25日   | 『胸がギュッとなる恋MIX』(うたカバー)                                                     | VISMIX-1                            |
| 2014年01月22日   | 『メガHit's 3～J-POP毒カワBEST MIX～アタシ磨きのウーマンハーツスタイル～』                | STEAD-000011                        |
| 2014年02月12日   | モニーク『LOVE SONG ～Sweet J-Ballads～』                                                 | XQKZ-1009                           |
| 2014年04月23日   | 『セツナ系100%J-POP ～BEST OF 50 LOVE HITS!～』                                           | NKUT-14031                          |
| 2015年01月21日   | 城南海『サクラナガシ』                                                                    | PCCA-04146                          |
| 2015年03月04日   | 『オトナJAZZ ～心地よい木漏れ日のカフェで～』                                             | SCCD-0450                           |
| 2015年03月11日   | DVD/BD『JUJU SUPER LIVE 2014 ジュジュ苑 10th anniversary special at saitama super arena』 | AIBL-9316 AIXL-52                   |
| 2015年03月25日   | DVD/BD『JUJU BEST VIDEO CLIPS』                                                           | AIBL-9318 AIXL-53                   |
| 2015年10月14日   | 『カフェで流れるLOVE STORIES 20 ～BEST JAZZ COVERS～』                                    | SCCD-0580                           |